# Amelora neurogramma
Amelora neurogramma là một loài bướm đêm trong họ Geometridae.